# USS Cleveland (CL-55)
Pour les autres navires du même nom, voir USS Cleveland.
L'USS Cleveland (CL-55) est un croiseur léger de classe Cleveland entré en service dans l'United States Navy durant la Seconde Guerre mondiale.

## Caractéristiques
La classe Cleveland est la classe de croiseurs la plus nombreuse jamais construite : ce sont 29 navires (dont 2 substantiellement modifiés) sur les 52 initialement prévus qui entrent en service dans l'United States Navy, plus 9 autres convertis en porte-avions légers : la classe Independence. Ils sont conçus pour respecter le second Traité naval de Londres signé en 1936. Le blindage est sensiblement le même que la classe précédente, la classe St. Louis. L'armement principal du Cleveland est constitué de quatre tourelles triples de canons de 6 pouces de 47 calibres. Six tourelles doubles de canons de 5 pouces de 38 calibres à usage double sont installées en diamant afin de couvrir une large zone. Enfin, l'armement antiaérien est composé de quatre tourelles doubles de canons de 40 mm Bofors et de 13 canons de 20 mm Oerlikon.

## Histoire
La construction de l'USS Cleveland, navire de tête, commence le 1er juillet 1940. Il est lancé le 1er novembre 1941 et entre en service le 15 juin 1942. Il part de Norfolk le 10 octobre pour les Bermudes, où il rejoint les forces se préparant pour l'opération Torch. Le 8 novembre son artillerie soutient le débarquement des troupes alliées vers Fédala au Maroc. Quatre jours plus tard, le croiseur repart pour Norfolk qu'il atteint le 24 novembre; le 12 décembre il part pour Éfaté dans le Pacifique et y arrive le 16 janvier 1943. Le Cleveland rejoint les îles Salomon puis escorte des troupes vers Guadalcanal, avant de participer à la bataille de l'île de Rennell les 29 et 30 janvier. Il intègre ensuite la Task Force 68 qui bombarde un aérodrome japonais sur Kolombangara début mars, avant de participer à la bataille du détroit de Blackett qui voit la marine américaine couler deux destroyers japonais, les Murasame et Minegumo. De juin à juillet la Task Force 68 participe à la bataille de la Nouvelle-Géorgie et fournit un appui-feu aux débarquements sur Munda. Après un carénage à Sydney, le croiseur joint les forces de la bataille de Bougainville. Le 2 novembre il participe à la bataille de la baie de l'Impératrice Augusta durant laquelle les forces américaines coulent le destroyer Hatsukaze et le croiseur Sendai. Le Cleveland bombarde copieusement ce dernier, avant d'abattre plusieurs avions venu attaquer la flotte américaine ; ce fait d'armes lui vaudra l'attribution de la Navy Unit Commendation.
En février 1944, le Cleveland patrouille entre les îles Truk et les îles Green, pendant que les forces américaines débarquent sur ces dernières. En mars il supporte le débarquement sur Emirau avant de prendre la direction de Sydney pour subir des réparations et se ravitailler ; il est de retour dans les îles Salomon le 21 avril. De juin à août le navire participe à l'invasion des îles Mariannes, procédant à des tirs de barrage pré-débarquement et supportant les troupes au sol, avant de rejoindre la Task Force 58 pour la bataille de la mer des Philippines. En septembre le Cleveland soutient le débarquement sur Palaos et Peleliu avant de rentrer à Manus pour un carénage. Le 9 février 1945 le croiseur arrive à Luçon (Philippines) et se prépare à participe à la reprise de Corregidor le mois suivant. Il participe à la destruction de la forteresse Fort Drum sur l'île de Corregidor puis couvre divers débarquements dans les îles des Philippines. Fin juin, à Manille, le Cleveland embarque à son bord le général Douglas MacArthur et son état-major avant de rallier Balikpapan ; le 30 juin le navire procède à un bombardement pré-débarquement. Après une tournée d'inspection de la zone de débarquement, il ramène le général à Manille. Le 16 juillet, il arrive à Okinawa et participe en compagnie d'une Task Force de croiseurs à des raids contre les navires japonais destinés à prendre le contrôle de la mer de Chine orientale. Le 9 septembre, après la capitulation, il participe à diverses opérations liées à l'occupation du Japon par les Américains. Le 5 décembre le croiseur est de retour à Boston et participe à de nombreux exercices d'entraînement au large des côtes américaines et canadiennes avant de rallier Philadelphie pour y être mis en réserve en 1946. Le Cleveland est retiré du service le 7 février 1947 et vendu pour démolition le 18 février 1960.

## Battle stars
L'USS Cleveland a reçu treize battle stars pour son service lors de la Seconde Guerre mondiale.